# Bury a Friend
Bury a Friend (Eigenschreibweise: bury a friend) ist ein Lied der US-amerikanischen Singer-Songwriterin Billie Eilish, das am 30. Januar 2019 als Single aus ihrem zwei Monate später erscheinenden Debütalbum When We All Fall Asleep, Where Do We Go? veröffentlicht wurde.

## Inhalt
Dieses Lied ist aus der Perspektive eines Monsters unter Billies Bett geschrieben. Billie Eilish sagte über das Lied:

"bury a friend" is literally from the perspective of the monster under my bed. If you put yourself in that mindset, what is this creature doing or feeling?

„bury a friend ist sozusagen aus der Perspektive eines Monsters unter meinem Bett geschrieben. Wenn du dich in diese Denkweise hineinversetzt: was macht diese Kreatur oder was fühlt sie?“

Sie fuhr fort:

“I also confess that I’m this monster, because I’m my own worst enemy. I might be the monster under your bed too.”

„Ich gebe auch zu, dass ich dieses Monster bin, weil ich selber mein schlimmster Feind bin. Vielleicht bin ich ja auch das Monster unter deinem Bett.“

## Kommerzieller Erfolg

### Chartplatzierungen
In den US-amerikanischen Billboard Hot 100 debütierte das Lied in der Woche vom 9. Februar auf Platz 74. In der darauf folgenden Woche erreichte es den 14. Platz, was die Höchstposition blieb.
| ChartsChartplatzierungen       | Höchstplatzierung | Wochen |
| ------------------------------ | ----------------- | ------ |
| Deutschland (GfK)              | 14 (16 Wo.)       | 16     |
| Österreich (Ö3)                | 6 (19 Wo.)        | 19     |
| Schweiz (IFPI)                 | 10 (19 Wo.)       | 19     |
| Vereinigte Staaten (Billboard) | 14 (20 Wo.)       | 20     |
| Vereinigtes Königreich (OCC)   | 6 (21 Wo.)        | 21     |

| ChartsJahrescharts (2019)      | Platzierung |
| ------------------------------ | ----------- |
| Österreich (Ö3)                | 56          |
| Schweiz (IFPI)                 | 70          |
| Vereinigte Staaten (Billboard) | 73          |
| Vereinigtes Königreich (OCC)   | 36          |

### Auszeichnungen für Musikverkäufe
| Land/Region                  | Auszeichnungen für Musikverkäufe (Land/Region, Auszeichnung, Verkäufe) | Verkäufe  |
| ---------------------------- | ---------------------------------------------------------------------- | --------- |
| Australien (ARIA)            | 6× Platin                                                              | 420.000   |
| Belgien (BRMA)               | Platin                                                                 | 40.000    |
| Brasilien (PMB)              | Diamant                                                                | 160.000   |
| Dänemark (IFPI)              | Platin                                                                 | 90.000    |
| Deutschland (BVMI)           | Gold                                                                   | 200.000   |
| Frankreich (SNEP)            | Platin                                                                 | 200.000   |
| Italien (FIMI)               | Platin                                                                 | 50.000    |
| Kanada (MC)                  | 5× Platin                                                              | 400.000   |
| Mexiko (AMPROFON)            | 3× Platin                                                              | 180.000   |
| Neuseeland (RMNZ)            | 3× Platin                                                              | 90.000    |
| Norwegen (IFPI)              | Platin                                                                 | 60.000    |
| Österreich (IFPI)            | Platin                                                                 | 30.000    |
| Polen (ZPAV)                 | 3× Platin                                                              | 150.000   |
| Portugal (AFP)               | Platin                                                                 | 10.000    |
| Schweden (IFPI)              | 2× Platin                                                              | 240.000   |
| Schweiz (IFPI)               | 2× Platin                                                              | 40.000    |
| Spanien (Promusicae)         | Platin                                                                 | 60.000    |
| Vereinigte Staaten (RIAA)    | 3× Platin                                                              | 3.000.000 |
| Vereinigtes Königreich (BPI) | 2× Platin                                                              | 1.200.000 |
| Insgesamt                    | 1× Gold · 37× Platin · 1× Diamant ·                                    | 6.920.000 |

Hauptartikel: Billie Eilish/Auszeichnungen für Musikverkäufe